# Pablo Cairo
Pablo Cairo (San Martín, Mendoza; 6 de junio de 1964) es un jugador de hockey sobre patines argentino que fue tres veces campeón del mundo en 1984 (Novara), 1995 (Recife),1999 (Reus) y ganador de la medalla de oro en los Juegos Olímpicos de Barcelona 1992, donde se incluyó el hockey sobre patines como deporte de exhibición. Se desempeñó como director técnico de la selección argentina saliendo subcampeón mundial en 2005 (San José). Es hermano de Alejandro Cairo y Gabriel Cairo, quienes también integraron el equipo que obtuvo la medalla de oro olímpica. Ha sido considerado como uno de los mejores jugadores de hockey sobre patines del mundo.

## Medalla de oro en hockey sobre patines (exhibición)
Pablo Cairo, fue el Capitán de la Selección Argentina (junto con sus hermanos Alejandro y Gabriel)  obtuvo la medalla de oro en los Juegos Olímpicos de Barcelona 1992, donde el hockey sobre patines fue incluido como uno de los deportes de exhibición, presentándose los mejores equipos del mundo, como Portugal, el campeón mundial, y otros favoritos como España, Argentina e Italia.
Argentina inició mal la competencia perdiendo contra Portugal 1-0,empatando contra Italia y Estados Unidos en un partido muy violento. En la ronda semifinal Argentina venció sucesivamente a Brasil (3-1), a Italia (7-3) a Holanda(4-1) y el partido que daba paso a la final fue contra Portugal, ganado por los argentinos, donde Pablo Cairo ("El Gran Capitán Olímpico"), anotaba el segundo cuando faltaban tres minutos y así metía a la celeste y blanca en la final contra España. El partido decisivo se jugó el 7 de agosto en el Palau Blaugrana.
Argentina salió con Hermann, P. Cairo, Páez, Allende y Roldán; luego entrarían Monserrat y G. Cairo. El encuentro se inició con España dominando y una actuación sobresaliente del arquero argentino, impidiendo que los ibéricos se pusieran en ventaja, hasta que finalmente lo lograron en el minuto 15, con un gol de Avecilla. Argentina reaccionó y en un minuto, mientras los españoles festejaban y sorprendiendo a todas las cámaras  de televisión, convirtió un golazo de Pablo Cairo de espaldas al arco, lástima no poder volverlo a ver y luego Páez marcaría el segundo, finalizando el primer tiempo 2-1.
En el segundo tiempo los argentinos tomaron el control del partido aumentando la diferencia con goles de Páez y Roldán (4-2). España descontó por medio de Carlés, pero la Argentina volvió a sacar tres tantos de diferencia gracias a un gol de Pablo Cairo, dando la sensación que estaban asegurando la victoria. Pero los argentinos se desconcentraron y los españoles dieron vuelta el partido convirtiendo tres goles y llevando la final a tiempo suplementario.
Reanudado el encuentro, argentinos y españoles no se dieron tregua. Páez (junto con Pablo Cairo y Herrmann), una de las figuras del equipo argentino, rompió el empate (6-5), pero inmediatamente Rovira puso el 6-6. En ese momento Diego Allende logró desnivelar con dos jugadas individuales que le dieron a la Argentina los dos goles de ventaja (8-6) que le permitió obtener la medalla de oro.
El equipo argentino estuvo integrado por: Diego Allende (25), Alfredo Bridge (21), Alejandro Cairo (21), Gabriel Cairo (23), Pablo Cairo (28), Guillermo Herrmann (25), Raúl Monserrat (20), José Luis Páez (23) y Roberto Roldán (23). El director técnico fue Miguel Gómez García.

## Palmarés

### Campeonato del mundo de hockey sobre patines
- 1984, Novara: Campeón
- 1995, Recife: Campeón
- 1999, Reus: Campeón
- 2005, San José: Subcampeón (como DT)

### Juegos Olímpicos
- 1992, Barcelona: medalla de oro